# I. e. 410-es évek
Évszázadok: i. e. 6. század – i. e. 5. század – i. e. 4. század
Évtizedek: i. e. 460-as évek – i. e. 450-es évek – i. e. 440-es évek – i. e. 430-as évek – i. e. 420-as évek – i. e. 410-es évek – i. e. 400-as évek – i. e. 390-es évek – i. e. 380-as évek – i. e. 370-es évek – i. e. 360-as évek
Évek: i. e. 419 – i. e. 418 – i. e. 417 – i. e. 416 – i. e. 415 – i. e. 414 – i. e. 413 – i. e. 412 – i. e. 411 – i. e. 410